# Hell Ride
Hell Ride è un film del 2008 diretto da Larry Bishop.

## Trama
Pistolero (Larry Bishop), capobanda del motoclub "The Victors", ha due luogotenenti fedeli, il Gent (Michael Madsen) e Comanche (Eric Balfour). Nel 1976 Cherokee Kisum, all'epoca fidanzata di Pistolero (allora conosciuto come Johnny), venne assassinata da The Deuce (David Carradine) e Billy Wings (Vinnie Jones), i leader della gang rivale "The 666ers". I "The Victors" - con l'aiuto di Eddie Zero (Dennis Hopper, qui nella sua ultima apparizione cinematografica), ex membro della banda - meditano vendetta e l'occasione di chiudere i conti si presenta anni più tardi, quando The Deuce torna in zona.